# 林開泰
林開泰（1895年—1942年12月25日），字椒村，嘉義縣新港鄉人，臺灣醫師、詩人，為前考試院副院長林金生之父、雲門舞集創辦人林懷民祖父。

## 生平
清光緒二十一年（1895年）林開泰於新港出生，父林維朝為晚清秀才、在地仕紳，林開泰上有長兄林蘭芽，下有庭燎、希文二弟與林寶釵、林鸞二妹，家族兄妹六人中排行第二。時逢乙未割臺，日軍登陸後，林開泰曾隨父親林維朝內渡福建省龍溪縣故里，終因家鄉人事已非且眷屬染疫、水土不服而重返新港，幼年於新港公學校就讀，期間經歷1904年與1906年兩度分別發生於斗六及梅山的大規模地震，新港死傷近千人；天災之後，中國廣東、福建、香港等地發生鼠疫，該疫病夾雜於進口貨物從東石港登陸，沿著樸仔腳、朴子溪沿岸村莊擴散到新港造成大流行；1911年，從北港前來帶隊防治疫情的公醫蔡培普不幸染疫身亡。因自幼目睹鄉里天災、疫病頻傳，林開泰自公學校畢業後決心從醫投考臺灣總督府醫學校，1916年從總督府醫學校畢業。其最初於嘉義病院實習四個月，取得總督府醫業許可証後回到新港，於新港派出所斜對面開業，兩年後被聘任為新港公醫，與警察一同督導新港社區環境及個人衛生、種痘及各項預防注射。1931年林開泰遷出父親原住所自立門戶，在大興路建造融合閩南、日式與西洋元素的宅第，於1933年遷入，將前屋作為診間，後方作為家族起居的生活空間。林曾參加臺北大稻埕黃玉階醫師發起的「斷髪不改裝會」引進新觀念，在新港推動解放纒足、斷髪等運動；閒暇時喜吟詩自娛，參加「鷇音詩社」。1942年，因氣喘宿疾病逝，享年47歲、執業26年。

## 家庭
1915年1月25日，林開泰與元配妻子林吳拖結婚，兩人育有長子林金生、次子林新澤、三子林本仁、長女林淑貞、次女林蕋珠。1930年5月19日，林吳拖歿於難產。1931年2月8日，林開泰續弦繼室林吳秀春，兩人育有三女林慈愛、四子林松茂、五子林光輝、四女林芳美、五女林美喜、六子林晃生，林開泰總計子女11人。其中林開泰的次男林新澤於父逝後接續父業，曾任世界衛生組織西太平洋防癆顧問隊長，常冒性命危險搭小飛機前往新幾內亞行醫。三男林本仁自總督府醫學校畢業後曾留美，為高雄醫學院耳鼻喉科創設者。